# Eichenbach (Jagst)
Der Eichenbach ist ein unbeständiger und abschnittsweise versickert im Untergrund fließender Bach in der Stadtteilgemarkung Lendsiedel der Kleinstadt Kirchberg an der Jagst im Landkreis Schwäbisch Hall im nordöstlichen Baden-Württemberg. Nach etwas unter einen Kilometer langem Lauf nach Nordosten mündet er unterhalb des Lendsiedler Weilers Eichenau von links in die mittlere Jagst.

## Geographie

### Verlauf
Der Eichenbach beginnt seinen Lauf in einem auf etwa 373 m ü. NHN einsetzenden Graben zwischen zwei langen Feldern im Gewann Eichenbach, der entlang der Feldergrenze schnurgerade nach Nordosten läuft. Nach den ersten 150 Metern, auf denen er einen einzigen Baum am Ufer passiert, quert er einen ausgebauten Feldweg und läuft dann in beständiger Richtung 200 Meter weiter zwischen kahlen Ufern und neben einem Grasweg bis zum Rand eines etwa 15 Ar großen dreieckigen Wäldchens, in das er einfließt. Auf nun natürlichem Lauf teilt er sich in zwei sich schlängelnde, ein bis zweieinhalb Meter breite Äste, deren einer nach zwei Schlucklöchern endet, während der zweite in einer fast drei Meter tiefen Trichterdoline verschwindet.
Die Talmulde mit dem Weg in der Mitte läuft etwa 150 Meter weiter bis an den oberen Hangknick des Jagsttales, dort beginnt eine kurze und steile Waldklinge, die nur episodisch Durchfluss hat. Der Bach stürzt dort über bis zu zwei Meter hohe Kalkstufen zu Tal, an den Klingenflanken stehen teilweise Felsen. Schon 150 Meter weiter und etwa 30 Höhenmeter tiefer tritt der Bachlauf neben dem Steigenfuß eines den dortigen Ackergrund erschließenden Wirtschaftsweges aus dem Hangwald in den breiten Talboden Buchenau linksseits der Jagst aus. Er fließt nun in Halbschalen neben einem von einer Feldhecke begleiteten, nur flach einfallenden Steinriegel. Eine Geländerinne in der Hecke lässt den alten natürlichen Verlauf vermuten. Nach der letzten Hälfte der Strecke im Jagsttal setzt die Hecke aus und der Eichenbach läuft in seiner beständigen Richtung weiter in einem grasigen Graben schnurgerade bis zu seiner Mündung auf etwa 322 m ü. NHN von links in die Jagst, die aus dem Südosten vom einen halben Kilometer oberhalb am Fluss liegenden  Mühlweiler Eichenau herkommt und dort am rechten Prallhang auf westlichen Lauf in Richtung auf den nächsten Lendsiedler Talweilers Diembot zu abknickt.
Der Eichenbach mündet nach etwa 0,9 km langem Lauf mit mittlerem Sohlgefälle von etwa 57 ‰ etwa 51 Höhenmeter unterhalb seines Grabenbeginns. Er hat heute keine natürlichen Zuflüsse mehr, jedoch entwässern feldwegbegleitende Gräben und zwei in die Trichterdoline mündende Drainagen in ihn. Ein Messtischblatt von 1938 zeigt auf der Hochebene vor der Klinge durch die Flächenschraffur an, dass damals noch Wiesenflächen in der Obertalmulde lagen. Im Dolinenwäldchen floss damals aus einer von ihnen ein kurzer und unbeständiger Quellabfluss von rechts zu, der heute wohl durch Drainage verschwunden ist.

### Einzugsgebiet
Der Eichenbach hat ein etwa 0,4 km² großes Einzugsgebiet, das naturräumlich in den Kocher-Jagst-Ebenen liegt. Der oberste, südwestliche Teil liegt dort in den Östlichen Kocher-Jagst-Riedeln des Unterraums Östliche Kocher-Jagst-Ebene oder grenzt jedenfalls daran an, der größere Teil dagegen im Mittleren Jagsttal des Unterraums Jagsttal. Der höchste Punkt auf etwa 390 m ü. NHN liegt an der Südwestspitze.
Reihum grenzt es an die Einzugsgebiete des nächsten Jagstzuflusses Scherrbachs im Westen, des Teufelsbachs im Süden und des diesen aufnehmenden Heppachs im Osten, der etwas aufwärts in Eichenau in die Jagst mündet.
Das gesamte Gebiet liegt in der Stadtteilgemarkung Lendsiedel der Kleinstadt Kirchberg an der Jagst, ist bis auf das kleine Dolinenwäldchen und den schmalen Jagsttalhang im Bereich der Klinge unbewaldet. Die offene Flur steht fast ganz unterm Pflug und ist unbesiedelt.

## Geologie
Im Untergrund liegt Oberer Muschelkalk, dessen Verkarstung die Bachschwinden und die Doline anzeigen; diese Naturphänomene sind auch in der weiteren Umgebung häufig. Auf der Hochebene vor der Klinge ist der Muschelkalk flächenhaft mit noch nicht abgetragenem, in der Ablagerungsfolge höherem Lettenkeuper (Erfurt-Formation) überdeckt, so dass der Muschelkalk sichtbar nur am Jagsttalabhang aufgeschlossen ist. Denn auf der Hochebene wie auch im Jagsttal sind diese beiden mesozoischen Schichten weithin mit jüngeren quartären Terrassensedimenten überdeckt, in die wiederum bachbegleitende holozäne Abschwemmmassen eingelagert sind. In der Klinge liegt abgestürzter Blockschutt.

## Schutzgebiete
Das Wäldchen auf der Hochebene mit den Bachschwinden ist Naturdenkmal, die Doline darin Geotop. Ab dem Eintritt in den Jagsttalhangwald läuft der Bach im Landschaftsschutzgebiet Mittleres Jagsttal mit Nebentälern und angrenzenden Gebieten.

### LUBW
Amtliche Online-Gewässerkarte mit passendem Ausschnitt und den hier benutzten Layern: Lauf und Einzugsgebiet des Eichenbachs

Allgemeiner Einstieg ohne Voreinstellungen und Layer: Daten- und Kartendienst der Landesanstalt für Umwelt Baden-Württemberg (LUBW) (Hinweise)
1. 1 2 3  Höhe nach dem Höhenlinienbild auf dem Hintergrundlayer Topographische Karte.
2. ↑  Länge abgemessen auf dem Hintergrundlayer Topographische Karte.
3. ↑  Einzugsgebiet abgemessen auf dem Hintergrundlayer Topographische Karte.
4. ↑  Name Eichenbach erschlossen aus dem Namen Eichenbach des angrenzenden Gewanns.
5. 1 2  Schutzgebiete nach den einschlägigen Layern, Natur teilweise nach dem Layer Biotop.

### Andere Belege
1. ↑  Wolf-Dieter Sick: Geographische Landesaufnahme: Die naturräumlichen Einheiten auf Blatt 162 Rothenburg o. d. Tauber. Bundesanstalt für Landeskunde, Bad Godesberg 1962. → Online-Karte (PDF; 4,7 MB)
2. ↑  Geologie nach den Layern zu Geologische Karte 1:50.000 auf: Mapserver des Landesamtes für Geologie, Rohstoffe und Bergbau (LGRB) (Hinweise)